# Aleksander Zawadzki (naturalista)
Aleksander Zawadzki, (bautizado Józef Antoni Zawadzki, ( 6 de mayo de 1798 , Bielsko, Silesia – 5 de junio de 1868 , Brno, Moravia) fue un naturalista polaco , autor de listados de flora y de fauna de la región de Galitzia (Europa Central), y del hinterland de Lviv (en polaco: Lwów). Fue también el primer científico que estudió y catalogó a avispas y mariposas del este de Galitzia.

## Biografía
Zawadski fue docente del zoólogo Stanisław Konstanty Pietruski, y entre 1835 a 1837 fue asistente profesor, y luego profesor ordinario de Física (de 1849 a 1853) en la Universidad de Lviv.
Entre los años de 1854 a 1868 estudió evolución, para luego a su arribo a Brno, como consecuencia de las turbulencias políticas causadas por la Primavera de las Naciones (Wiosna Ludów), convirtiéndose en mentor del genial monje Gregor Mendel, dirigiendo su talento hacia el desarrollo de la teoría de la evolución, y ayudándole a sentar las bases de la genética.

## Honores
Fue miembro de varias sociedades científicas, y editor de la revista de Lviv Rozmaitości y Mnemozyna.
En 2012, una de las calles de Warka fue honrada con el nombre de Aleksander Zawadzki . Sin embargo, no estaba relacionado de ninguna manera con esta ciudad, y la razón de esto fue solo el cambio de patrón. La calle Aleksandra Zawadzkiego previamente existente conmemoró al político comunista, a quien la Sociedad de Amantes de la Ciudad de Warka ya no quería honrar, por lo que fue reemplazado por Aleksander Zawadzki, un naturalista y profesor de la Universidad de Lviv. Se aplicó una solución similar en Rudołtowice y Ćwiklice.

### Epónimos
Más de 20 especies fueron nombradas en su honor, entre ellas:.
- (Asteraceae) Chrysanthemum zawadskii, una especie de chrysanthemum descripta por Franz Herbich
- (Asteraceae) Leucanthemum zawadskii Nyman[1]
- (Asteraceae) Pyrethrum zawadskii Nyman[2]
- (Caryophyllaceae) Elisanthe zawadskii Fuss[3]
- (Caryophyllaceae) Melandrium zawadskii A.Braun[4]
- (Caryophyllaceae) Silene zawadskii Hort. ex Fenzl[5]
- (Primulaceae) Lysimachia zawadskii Wiesner[6]

## Algunas publicaciones
- Zawadzki, A. (1835). Enumeratio plantarum Galiciae et Bucovinae. Oder die in Galizien und der Bukowina wildwachsenden Pflanzen mit genauer Angabe ihrer Standorte (en latin). Breslau: Korn. OCLC 56868672.
- Zawadzki, A. (1840). Fauna der galizisch-bukowinischen Wirbelthiere. Eine systematische Uebersicht der in diesen Provinzen mit vorkommenden Säugethiere, Vögel, Amphibien und Fische, mit Rücksicht auf ihre Lebensweise und Verbreitung. D. Fische. Pisces (en alemán). Stuttgart: E. Schweizerbart Verlagshardlung. OCLC 61636191.

- La abreviatura «Zaw.» se emplea para indicar a Aleksander Zawadzki como autoridad en la descripción y clasificación científica de los vegetales.[7]

## Otras lecturas
- «Zawadzki Aleksander (1798–1868). Badacz Karpat i Galicji» (PDF) (en polaco). Archivado desde el original el 10 de agosto de 2011.